# La Distinció
La Distinció (en francès La distinction; fou subtitulat Crítica social del judici) és un llibre publicat originalment el 1979 per en Pierre Bourdieu que elabora des d'una perspectiva sociològica una teoria del gust estètic i dels estils de vida. L'any 1998, l'Associació internacional de sociologia va designar La Distinció com un dels deu llibres de sociologia els més importants del segle xx.

## Presentació

El capital cultural i el capital econòmic segons en Pierre Bourdieu. Com més amunt és un agent en l'escala social, més volum de capitals. Mentre que l'espai dreta representa un major capital econòmic i la part esquerra un major capital cultural. Aquesta imatge és una simplificiació del mapa que es pot trobar en el llibre.

El llibre és dividit en diverses parts. A la primera hi ha una crítica social a la disposició estètica. La segona part és una anàlisi teòrica i pràctica sobre l'economia de les pràctiques que fan els agents. Bourdieu classifica els agents socials a l'interior d'un espai social de posicions relatives, unes en relació amb les altres. Aquest espai és construït a partir d'una anàlisi estadística multidimensional segons dos eixos. El primer representa el volum global de capital que un agent posseeix: capital social, capital cultural i capital econòmic. Creix cap amunt. El segon eix representa la relació entre el capital cultural i el capital econòmic dels agents. L'espai social és un camp de forces on les propietats que defineixen els agents són propietats actives. També hi ha una explicació teòrica dels conceptes bàsics com habitus i camp.
La tercera part és la central, és la relació entre gustos de classe i estils de vida. Pierre Bourdieu defineix que la lluita per la distinció transforma diferències molt fluixes, dèbils, en diferències radicals ja que estan jerarquitzades. En cadascun dels camps socials específics, els agents constantment es troben entre dues tendències contradictòries. Per una banda, per a ésser reconegut en un camp, cal distingir-s'hi, però, per altra banda, distingir-s'hi condueix alhora també a ser-ne apartat. Els agents han d'ajustar-se a la justa mesura entre la distinció i la conformitat. Però en qualsevol cas, l'anàlisi de Bourdieu de les relacions entre el gust i la classe social condueix a una anàlisi social del criteri selectiu que no es pot separar d'una descripció de les diferents classes socials i dels estils de vida. De fet, en Bourdieu analitza des del "sentit de la distinció" de les classes altes, la "bona voluntat cultural" de les classes mitjanes en l'elecció d'allò imprescindible de les classes populars i els efectes que té en aquestes la dominació. Per exemple, els estils de vida de les classes populars es caracteritzen perquè substitueixen productes especials amb altres de rebaixats. Seria el cas d'escumosos en compte de xampany, escai en compte de cuir, litografies en compte de quadres.... Finalment, l'anàlisi de l'autor és constant en la relació entre cultura i política.